# Mariano Ortiz
Mariano Ortiz Marrero (* 25. Juli 1944 in Toa Baja; † 16. April 2022) war ein puerto-ricanischer Basketballspieler.

## Karriere
Mariano Ortiz begann 1965 seine Karriere bei den Vaqueros de Bayamón. Dort wurde er in seiner ersten Saison zum Rookie of the Year gewählt. Insgesamt war Ortiz 17 Spielzeiten lang für den Klub aktiv und gewann dabei acht Meisterschaften.
Mit der puerto-ricanischen Nationalmannschaft gewann Ortiz bei den Panamerikanischen Spielen 1971 sowie 1975 die Silbermedaille. Zudem konnte er mit dem Team bei den Zentralamerika- und Karibikspielen 1970 die Bronze- und 1974 die Silbermedaille gewinnen. Außerdem nahm Ortiz an den Olympischen Spielen 1968, 1972 sowie 1976 mit der puerto-ricanischen Auswahl teil. 